# Hexaband-Antenne
Unter einer Hexaband-Antenne versteht man eine Antenne, welche in den Deckel eines Notebooks integriert ist. Eine Hexaband-Antenne wird in Notebooks verwendet, bei denen der WLAN-Chip bereits im Notebook integriert ist. Die Signalstärke einer Hexaband-Antenne ist meist schlechter gegenüber einer PC Card oder einem USB-Stick mit integrierter Antenne, weil sich die Antenne im Innern des Notebooks befindet und deshalb nicht frei abstrahlen kann.